# Roy Arden
Roy Arden (n. 1957, Vancouver, British Columbia, Canada) este un artist canadian, născut în Vancouver, Columbia Britanică.

## Cariera
Arden a avut expoziții personale la Galeria Ikon, Galerie Tanit și Vancouver Art Gallery. A mai găzduit expoziții la Kunstmuseum Basel și Muzeul de Artă Modernă, Anvers (Muzeul van Hedendaagse Kunst). Munca lui este inclusă în colecția Muzeului de Artă Modernă, expoziția de acolo fiind inaugurată după extinderea muzeului.

## Expoziții
- Expoziția de la Rencontres d'Arles, Franța
- 2006 - Roy Arden, Galeria Ikon, Birmingham, Marea Britanie[8]
- 2007-2008 - Fragmente, Galeria De Artă Vancouver, Vancouver, Canada[9]
- 2009 - Oameni din Columbia Britanică, Galeria Monte Clark, Vancouver, Canada[10]
- 2012 - Vox,Galeria Monte Clark, Vancouver, Canada[11]
- 2015 - Expoziția Roy Arden , Le Mois De La Photo, Montreal, Quebec[12]